# Graf von Gleichen
Il conte della Turingia Graf von Gleichen è un personaggio leggendario, molto noto nel XVIII secolo in Germania, protagonista del racconto Volksmarchen Der Deutschen di Johann Karl August Musäus e fonte di ispirazione per opere culturali tedesche.

## La leggenda

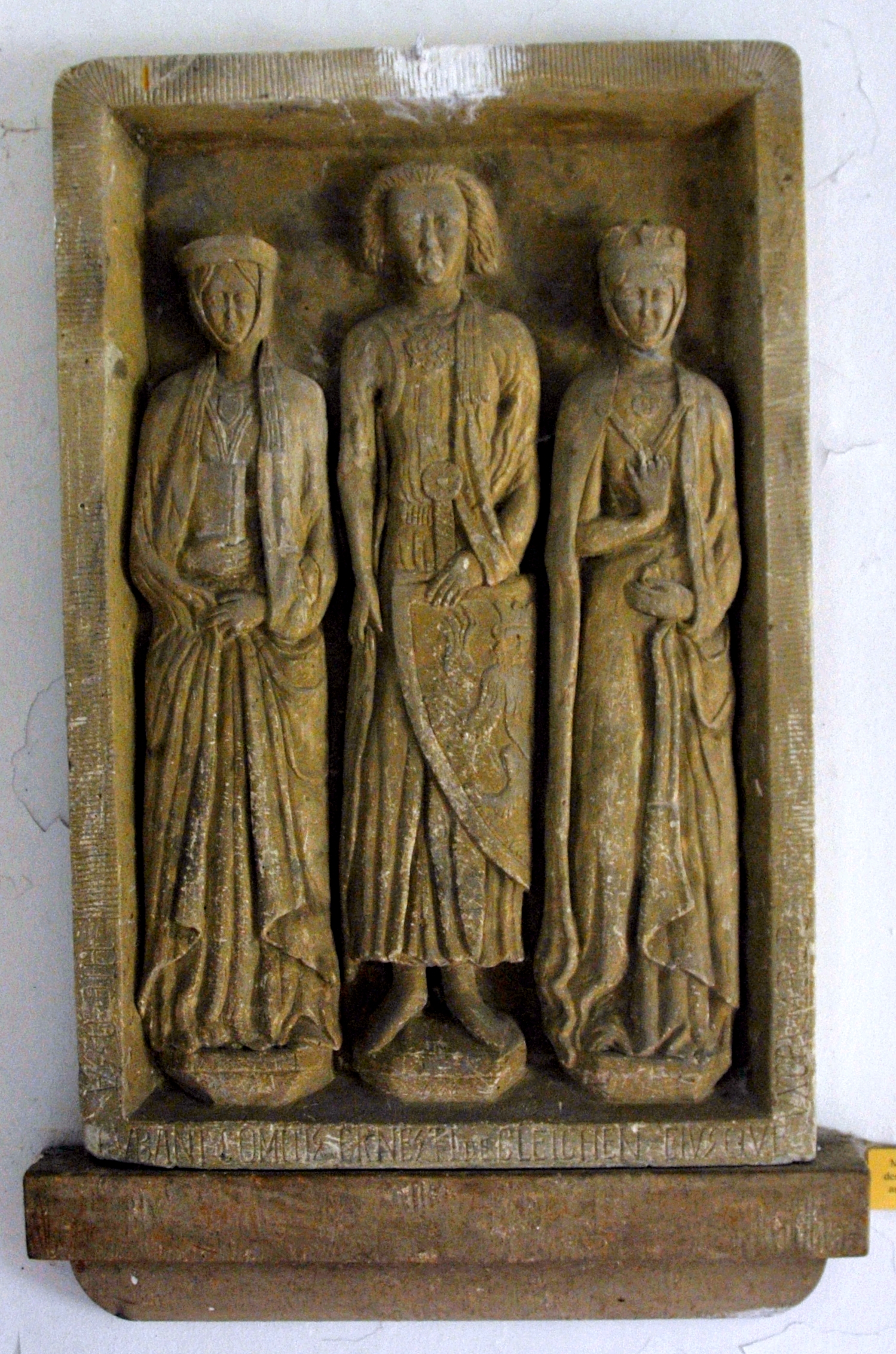
La lapide nella cattedrale di Erfurt

Viene narrato che Federico II di Svevia (1194-1250), imperatore del Sacro Romano Impero, nel 1227 avesse organizzato con il langravio Ludovico IV di Turingia una crociata in Oriente a cui partecipò il conte Graf von Gleichen lasciando in patria la moglie con due figli. Durante le operazioni di guerra il conte venne catturato da un sultano che lo tenne come schiavo per molti anni. Durante la prigionia la più bella figlia del sultano si innamorò di lui e promise di liberarlo se egli l'avesse sposata ma il conte l'avvertì che, sebbene anch'egli l'amasse, per lui, non mussulmano, il secondo matrimonio era proibito poiché egli aveva già una moglie. 
Gli amanti, portando con sé un grande tesoro, fuggirono in nave e giunsero sani e salvi a Venezia da dove il conte si recò a Roma per avere udienza dal papa ed esporgli il suo caso. Il papa, riconoscendo i meriti del conte, battezzò la maomettana e gli diede il permesso di risposarsi. 
All'arrivo nel castello in Turingia, Gleichen magnificò alla moglie le qualità della figlia del sultano che aveva liberato lui dalla schiavitù impedendo così che essa rimanesse vedova e i suoi figli orfani. 
Le due donne si trovarono così d'accordo nel condividere felicemente il matrimonio con il conte al punto che anche dopo la loro morte il conte volle spartire con le sue mogli anche la sua tomba. Sulla parete sud della cattedrale di Erfurt a una lapide di una tomba intitolata a Graf Ernst IV viene infatti attribuita la rappresentazione del doppelliebe (doppio amore) del cavaliere in mezzo alle due donne una delle quali alla sua sinistra porta una corona ducale. 
Nella prima versione di Stella. Uno spettacolo per gli amanti (1775) Goethe si riferì alla leggenda del conte von Gleichen che costituì ispirazione anche per l'opera incompiuta di Franz Schubert del 1827 intitolata Graf von Gleichen.